# ラクロス駅
ラクロス駅（英語:  La Crosse station）は、アメリカ合衆国ウィスコンシン州ラクロス セント・アンドリュー・ストリート601にある駅。 全米各地を結ぶ旅客鉄道のアムトラックが乗り入れている。

## 概要
ラクロス駅はミルウォーキー鉄道として知られるシカゴ・ミルウォーキー・アンド・セントポール鉄道の駅として1927年に35万ドルの費用を掛けて建設された。2001年に改修工事を施工した。

## 利用可能な鉄道路線／列車
アムトラックの停車する列車は下記の通り。
シカゴとシアトル / ポートランド間の夜行長距離列車エンパイア・ビルダー … 1往復 発着
※当駅にはシカゴ - シアトル間、シカゴ - ポートランド間の編成とも停車。ワシントン州のスポケーン駅にて連結および切り離しを行う。